# Babyrousa
A Babyrousa az emlősök (Mammalia) osztályának párosujjú patások (Artiodactyla) rendjébe, ezen belül a disznófélék (Suidae) családjába és a Babyrousinae/Suinae alcsaládjába tartozó nem.

## Nevük
Ez az emlősnem név a maláj nyelvből származik, melynek szó szerinti fordítása: „szarvasdisznó”, mivel a nagy agyarokat agancsként is el lehet képzelni. A maláj babi, magyarul: „disznó”, míg a rusa = „szarvas”.

## Rendszertani besorolásuk és kifejlődésük
A legtöbb szakértő egyet ért abban, hogy a Babyrousa-fajok a legősibb disznók közé tartoznak; viszont az alcsaládbeli besorolásuk még vitatott; néhányan megalkották nekik a Babyrousinae alcsaládot, amelyet viszont nem mindenki fogad el. Ez a különleges disznócsoport, körülbelül az oligocén korban vagy a kora miocénben a varacskosdisznókat (Phacochoerus)is tartalmazó Phacochoerini csoportból válhatott ki.

## Rendszerezésük
Korábban az összes babirusszát egyetlen fajba sorolták, melyen belül megkülönböztettek négy alfajt. Mára ezeket többnyire különálló fajként fogadják el. Ezek közül egy mára kihalt.
- Buru-szigeti babirussza (Babyrousa babyrussa) (Linnaeus, 1758) - típusfaj; ez a faj Buru szigetén és a szomszédos Sula-szigeteken fordul elő. Mivel nem biztos, hogy őshonosak a szigeten elképzelhető, hogy egy mára már kihalt Sulawesi szigeti faj leszármazottai, melyek az első emberekkel kerületek mai elterjedési területeükre.
- Babyrousa bolabatuensis Hooijer, 1950 - Celebesz déli részén élt, mára valószínűleg kihalt.
- észak-celebeszi babirussza (Babyrousa celebensis) Deninger, 1909 - ez a faj él a Celebesz szigetén.
- Togian-szigeti babirussza (Babyrousa togeanensis) (Sody, 1949) - ez a faj kizárólag a Togian-szigeteken őshonos.

## Képek

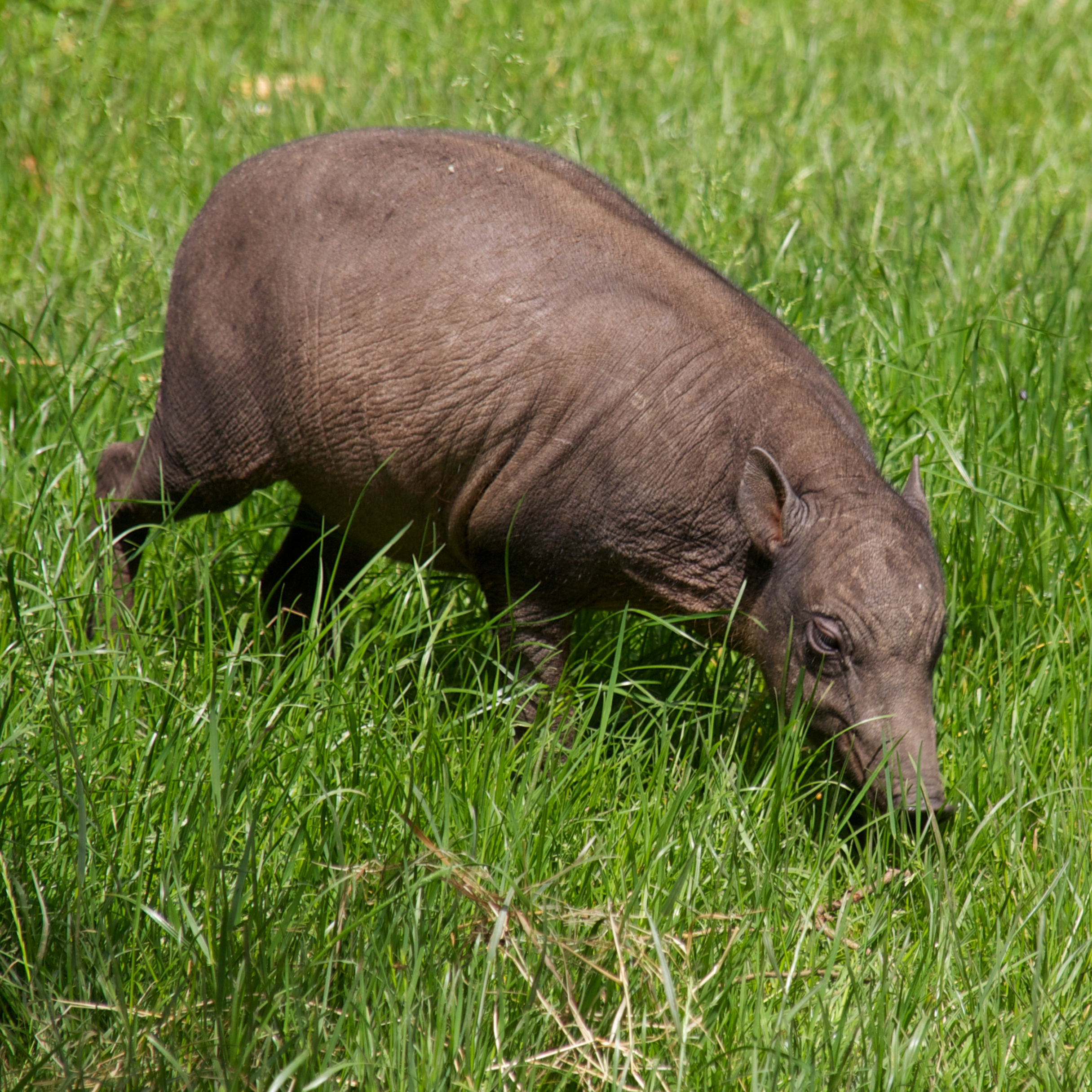
Babyrousa babyrussa
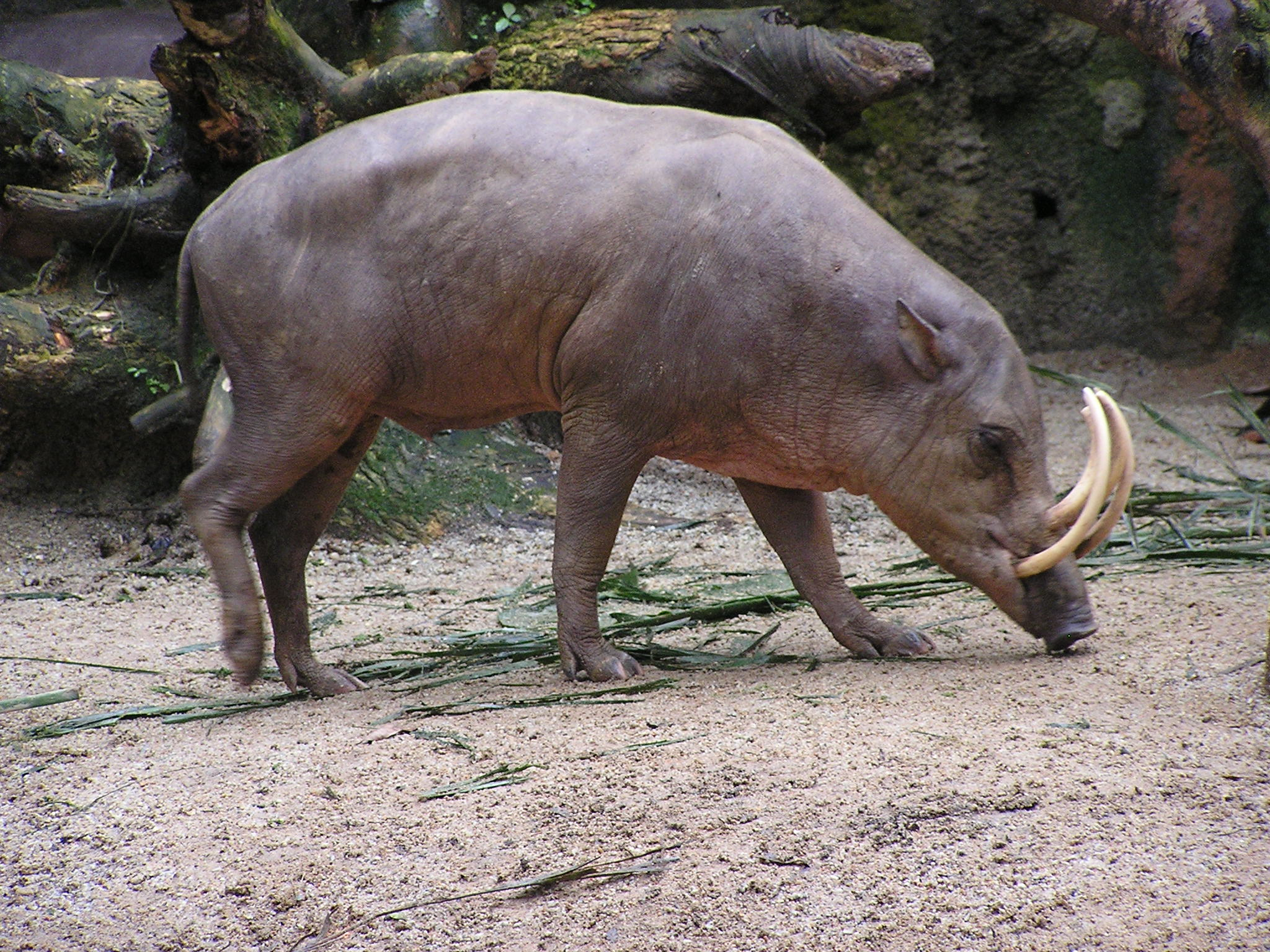
Babyrousa celebensis